# John D. Prescott
John D. Prescott ( * 1770 - 1837 ) fue un botánico inglés, médico en San Petersburgo, Rusia.
- La abreviatura «J.D.Prescott» se emplea para indicar a John D. Prescott como autoridad en la descripción y clasificación científica de los vegetales.[1]

- «John D. Prescott». Índice Internacional de Nombres de las Plantas (IPNI). Real Jardín Botánico de Kew, Herbario de la Universidad de Harvard y Herbario nacional Australiano (eds.).
- Wikispecies tiene un artículo sobre John D. Prescott.

- Datos: Q5933164
- Especies: John D. Prescott

1. ↑  Todos los géneros y especies descritos por este autor en IPNI.